# Yviers
Yviers ist eine französische Gemeinde mit 536 Einwohnern (Stand: 1. Januar 2022) im Département Charente in der Region Nouvelle-Aquitaine. Sie gehört zum Arrondissement Angoulême und zum Gemeindeverband Lavalette Tude Dronne.

## Geografie
Die Gemeinde Yviers liegt im Süden der historischen Provinz Angoumois im waldreichen Süden des Départements Charente an der Grenze zum Département Charente-Maritime, etwa 45 Kilometer südlich von Angoulême. Durch das nach Südwesten sanft ansteigende Gelände des Gemeindegebietes fließt die Argentonne, ein rechter Nebenfluss der Tude. Mit 22,56 km² gehört Yviers zu den nach Fläche größeren Gemeinden des Départements. Zur Gemeinde gehören neben dem namensgebenden Yviers die Dörfer Les Gorces, Chet Foucher, Chez Touray, Les Foucaudes, Chez Rassat, Le Portail Bleu, La Lime, Chez Parlant und Le Moulin de la Motte sowie ein Teil der Dörfer Chez Tureau und Chez Lavaud. Umgeben wird Yviers von den Nachbargemeinden Bardenac im Norden, Curac im Nordosten, Chalais im Osten, Rioux-Martin im Süden, La Genétouze im Südwesten, Sauvignac im Westen sowie Saint-Vallier im Nordwesten.

## Bevölkerungsentwicklung
| Jahr      | 1962 | 1968 | 1975 | 1982 | 1990 | 1999 | 2006 | 2015 | 2022 |
| Einwohner | 493  | 428  | 415  | 516  | 503  | 468  | 491  | 507  | 536  |

Im Jahr 1821 wurde mit 1207 Bewohnern die bisher höchste Einwohnerzahl ermittelt. Die Zahlen basieren auf den Daten von cassini.ehess und INSEE.

## Sehenswürdigkeiten

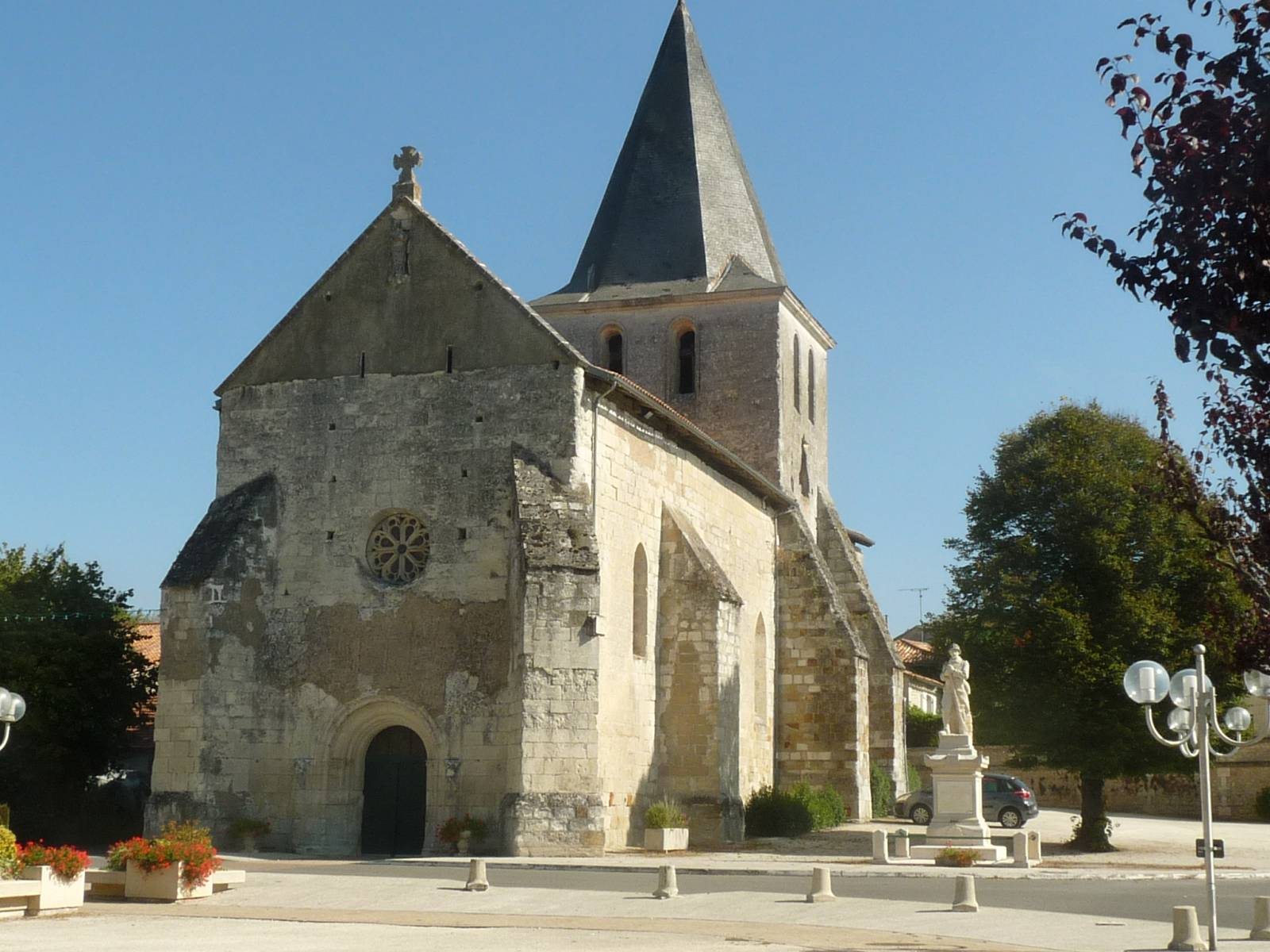
Kirche Notre-Dame

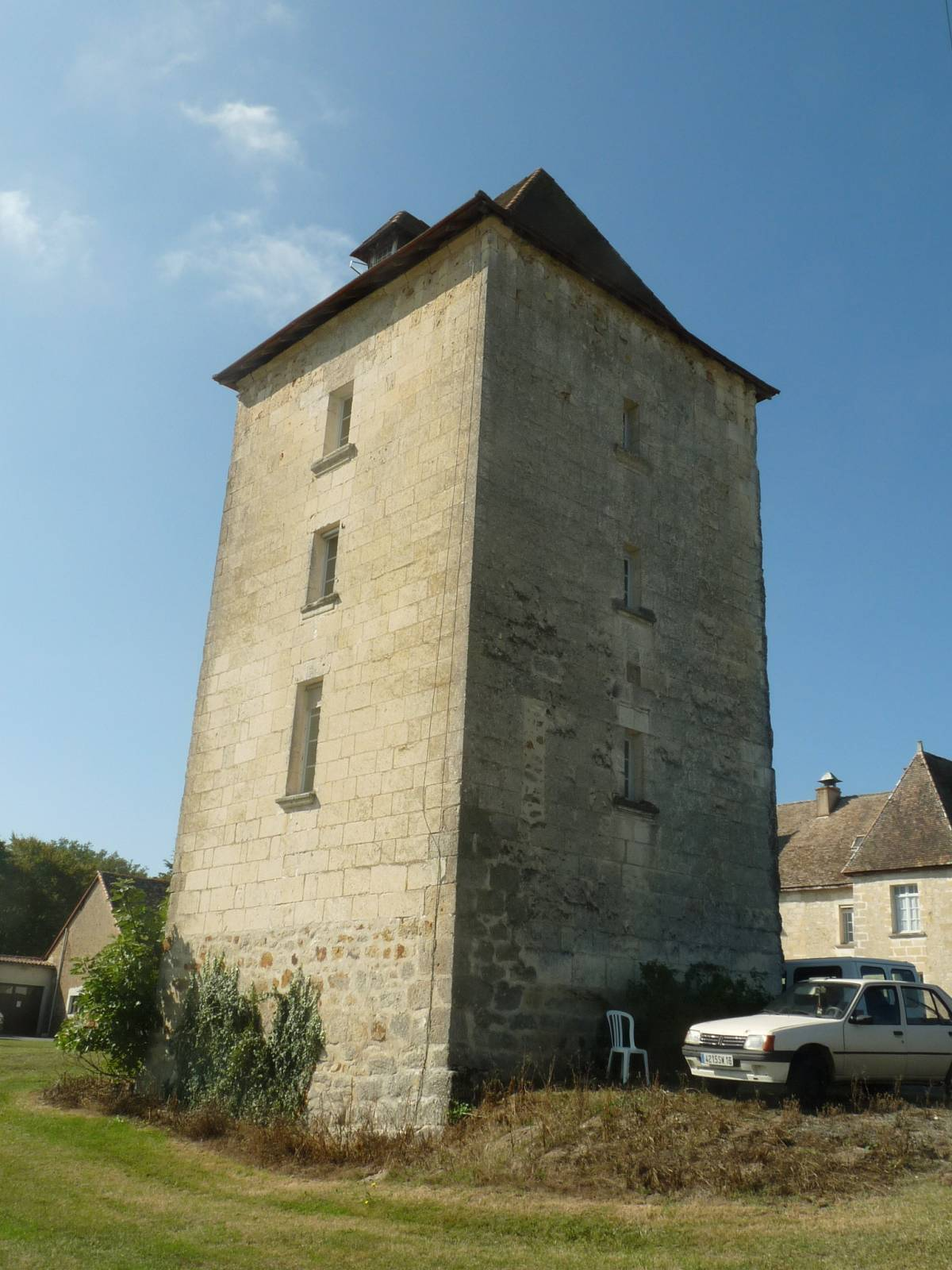
Turm von Yviers

Die Pfarrkirche Notre-Dame ist romanischen Ursprungs aus dem 12. Jahrhundert. Aus dieser Zeit ist nur die nördliche Mauer erhalten geblieben. Im 14. Jahrhundert wurde die Kirche umgebaut, hat dabei aber ihr monumentales Aussehen bewahrt. Das Portal wurde mit feinen Renaissance-Skulpturen versehen.
Der Turm von Yviers ist eine imposante Residenz des ehemaligen Hauses Talleyrand-Périgord, später residierte hier auch Bertrand de La Tour (ca. 1330–1382), Bischof von Toul, danach Bischof von Puy-en-Velay. Der Turm wurde im 16. Jahrhundert restauriert.

## Wirtschaft und Infrastruktur
In Tieste-Uragnoux werden derzeit keine Weine produziert, die Lagen wären aber für die Verwendung des Prädikates Côtes de Saint-Mont zugelassen.
In der Gemeinde sind 27 Landwirtschaftsbetriebe ansässig (Getreideanbau, Rinder-, Ziegen- und Schafzucht), darunter zwei Winzer. Die wenigen Rebhämge liegen am äußersten südöstlichen Rand des Weinbaugebietes von Cognac und gehören zu den Bons Bois.
Drei Kilometer östlich von Yviers verläuft die Fernstraße D 674 von Angoulême nach Libourne. In der 20 Kilometer westlich gelegenen Gemeinde Chevanceaux besteht ein Anschluss an die autobahnartig ausgebaute RN 10 von Angoulême nach Bordeaux. Der nächste Bahnhof befindet sich in der östlichen Nachbargemeinde Chalais an der Bahnstrecke Paris–Bordeaux.

## Belege
1. ↑  Yviers auf cassini.ehess.fr
2. ↑  Yviers auf insee.fr
3. ↑  Landwirtschaftsbetriebe auf annuaire-mairie.fr (französisch)